# 릿치 샤이드너
릿치 샤이드너(Ritch Shydner, 1952년 12월 3일 ~ )는 미국의 작가, 배우, 텔레비전 배우이다.

## 도서
- I Killed (Paperback)
- I Killed (Hardcover)

## 영화
- 블루 콜러 TV (2004년)
- 댓츠 애디쿼트 (1989년)
- C.H.U.D. II - 버드 더 추드 (1989년)
- 록산느 (1987년)
- 못말리는 번디 가족 (1987년)